# 唐朝与吐蕃的战争
唐与吐蕃的战争，又称唐蕃戰爭，是公元7世纪至9世纪发生在唐朝和吐蕃之间的战争。原因是吐蕃与唐朝争夺西域和青海地区。唐太宗贞观十二年（638年），唐蕃发生松州之战，唐军击退了吐蕃军队；唐高宗、武则天时期，唐朝、吐蕃互有胜负，安西四镇數次置而又棄；唐玄宗时期，吐蕃处于劣势甚至被全面压制，其间多次通过会盟划分唐蕃边界。安史之乱期间和之後，吐蕃借机控制了陇右十八州和安西四镇，一度攻陷唐朝都城长安。唐朝联合回鹘、南诏、黑衣大食，合围吐蕃，唐将李晟、韦皋皆重创吐蕃军队，吐蕃国势大衰。唐穆宗长庆三年（823年），唐蕃第八次会盟结束，至此唐蕃之间的战争基本结束。吐蕃在末代贊普朗達瑪被刺杀后，於877年分裂崩溃及瓦解為諸部，而唐朝也因黃巢之亂走向分裂內亂并于10世纪初滅亡。唐朝和吐蕃前后共有八次会盟，由于唐朝文成公主、金城公主先后嫁给吐蕃赞普，所以唐蕃关系又称舅甥之盟。

## 太宗时期

### 松州之战
松贊干布於貞觀八年（634年）遣使與唐朝修好，唐朝也派臣入蕃。贞观十年（636年），松贊干布派專使去長安請婚，唐朝不允。
与此同时，在634年底，唐太宗派大将李靖击败吐谷浑，吐谷浑的步萨钵可汗伏允，在逃亡中被杀害。唐以后册封伏允的儿子慕容顺作为吐谷浑可汗。其后，慕容顺被暗杀，635年，唐朝支持慕容顺的儿子诺曷钵为汗。
冯德遐几乎在同一时间到吐蕃。到这个时候，松赞干布知道，在过去，东突厥和吐谷浑可汗娶了中国（隋朝）公主，因此派了一位特使陪同冯德遐回京，请唐朝同意公主和亲，唐太宗拒绝。当吐蕃使者回到吐蕃，他告诉松赞干布唐太宗最初是同意求婚的，但诺曷钵访问唐朝，在他的干预下，导致了唐太宗的拒绝。松赞干布在愤怒中攻击吐谷浑，占领了吐谷浑大部，迫使吐谷浑人逃到了青海湖以北。
638年，松赞干布借口唐朝属国吐谷浑从中作梗，亲自指挥大约20万吐蕃军队，开始攻击唐朝的松州（今四川阿坝藏族羌族自治州）。但同时松赞干布又派遣使者到唐朝国都长安再次请求，并宣称他们打算欢迎公主。唐太宗派侯君集为当弥道行军大总管指挥5万唐军，执失思力、牛进达、刘简协助，援救松州。与此同时，吐蕃军队正在围困松州的首县嘉诚（今四川松潘），但唐军先遣部队在牛进达指挥下，打败了围城的吐蕃军队。松赞干布退出唐境，派特使到长安道歉，但再次要求和亲。唐太宗这一次同意了。

### 文成公主
唐军松州之战胜利后，唐太宗决定安抚吐蕃。640年秋，松赞干布派遣禄东赞作为吐蕃正使携带黄金和珠宝等礼物到长安，再次要求和亲。作为回应，唐太宗册封了一个宗室的女儿为文成公主，准备让她嫁给松赞干布。由于禄东赞给唐太宗留下了良好的印象，他决定把琅邪公主的孙女段氏嫁给禄东赞做妻子。禄东赞婉言拒绝了，说他已经有了一个妻子，而且在他的国王娶亲之前自己先娶亲，是不适宜的。641年春天，唐太宗派他的堂弟江夏王李道宗，陪同禄东赞护送文成公主到吐蕃。当他们抵达吐蕃后，据说松赞干布非常高兴，他对李道宗使用女婿对岳父的礼仪。他为文成公主建立了一个宫殿，並改換絲綢織成的唐式服飾。
此后唐太宗在位期间，唐朝与吐蕃没有发生任何冲突。贞观二十一年（647年），当唐军攻打西域国家龟兹的国王白诃黎布失毕时，唐太宗就征用了吐蕃军队。贞观二十二年（648年），当唐朝使节王玄策被困在政治动荡印度时，王玄策要求吐蕃和尼泊尔发兵援助唐朝使团。贞观二十三年（649年），在王玄策的指挥下，援助唐朝使团的吐蕃和尼泊尔军队击败了妄图加害王玄策的印度国王阿罗那顺。唐高宗即位后，册封松赞干布为西海郡王、驸马都尉。
直至唐太宗和松赞干布都去世十几年后的龙朔二年（662年），吐蕃和唐之间因吐谷浑和西域，冲突再起。

## 高宗、武则天时期

### 烏海之戰
根据敦煌出土的藏文文献《吐蕃大事紀年》第十条所述，羊年（即唐高宗显庆四年，659年），吐蕃赞普芒松芒赞驻于乍之鹿园，而吐蕃大相禄东赞则于吐谷浑故地招抚吐谷浑旧部。吐蕃达延莽布支于乌海（今青海玛多冬给措纳湖附近）东岱处与唐军苏定方所部交战，结果达延莽布支被唐军斩杀，以八萬之眾敗一千。

### 冲突再起
显庆六年（661年），禄东赞担任吐蕃大相后，随即展开大规模对外扩张。同年禄东赞指挥吐蕃军队攻灭了青藏高原北部的白兰羌，打开了吐蕃北向通往吐谷浑的门户，并控制了吐谷浑诸多部族小王。龙朔元年（661），吐蕃又攻陷“地当四镇入吐火罗道”的护密（今阿富汗瓦罕走廊地区），打通了由护密东向进入西域的通道。龙朔二年（662年），吐蕃联合西突厥弓月部进攻龟兹，次年又进攻疏勒。龙朔三年（663年），禄东赞拒绝听从唐高宗的诏谕，派吐蕃军队攻灭了青海的吐谷浑。 麟德二年（665年），吐蕃军队进攻亲唐的于阗。唐朝所封西突厥继往绝可汗阿史那步真向安西都护苏海政诬告兴昔亡可汗阿史那弥射谋反，弥射被杀，导致突厥对唐朝离心。乾封二年（667年），吐蕃吞并生羌十二州，同年三月，唐廷将羌地十二州建制全数废除。同年禄东赞病死于日布，唐将蘇定方亦于当年病逝，阿史那都支、李遮匐率西突厥弩失毕部归附吐蕃，自此吐蕃控制了瓦罕走廊。

### 大非川之战
唐朝与吐蕃的摩擦已经变得难以调和，而670年的大非川之战则标志着唐与吐蕃的战争全面爆发。乾封二年（667年），吐蕃大相禄东赞去世，总章二年（669年），吐蕃赞普芒松芒赞以其子噶尔·赞聂多布为大相，由其弟噶尔·钦陵带军驻扎在原吐谷浑之地。总章三年（670年），钦陵率领40万吐蕃军队入侵并攻占了唐朝的安西四镇，并联合于阗攻陷龟兹的拔换城（今新疆阿克苏）。四月初九，唐朝以薛仁贵为逻娑道行军大总管，阿史那道真、郭待封为副，率领5万唐军反击吐蕃军队，以收复沦陷的安西四镇，并“护吐谷浑还国”。薛仁贵率唐军经鄯州（今青海乐都）至青海湖南之大非川。薛仁贵留郭待封率2万唐军于大非川（今青海共和西南的切吉旷原）守护唐军辎重。随后，薛仁贵率军轻装奔袭吐蕃军队，并在河口（今青海玛多）大败吐蕃军队，之后唐军乘胜进占乌海城。但由于郭待封不服军令，擅率唐军殿后部队继续前进，致使20余万吐蕃军队对其发起攻击，击溃其部唐军，导致唐军辎重尽丧，薛仁贵被迫退保大非川。吐蕃军队与唐军对峙到八月，待主力齐集后，钦陵指挥40余万大军向唐军展开全面进攻。薛仁贵在无险无粮的情况下，率领唐军进行了顽强的抵抗，但最终薛仁贵被迫“与钦陵约和而还”。战后，吐蕃军队占据了安西四镇，唐朝被迫将安西都护府迁至西州（今新疆吐鲁番），吐谷浑之地亦被吐蕃彻底吞并。

### 争安西
咸亨元年（670年），吐蕃军队攻陷安西，唐朝罢撤安西四镇。上元二年（675年），唐军收复安西四镇。仪凤三年（678年），吐蕃军队西取龟兹等四镇。调露元年（679年），唐将裴行俭率军收复龟兹、碎叶、于闻、硫勒四镇。垂拱二年（686年），唐朝命令金牙军放棄龟兹等四镇。永昌元年（689年），吐蕃军队击斩唐朝安西都护阎温古。武周长寿元年（692年），武威军总管王孝杰大破吐蕃军队，再次复收安西四镇。唐朝重置安西都护府于龟兹，驻唐军3万。

### 青海防御
仪凤元年（676年），吐蕃侵袭唐朝的鄯州、廓州、河州（今临夏）和叠州。唐军发动反击，在临河龙支击败了入侵的吐蕃军队。仪凤二年（677年），李敬玄统率的唐军因轻敌在青海湖被吐蕃军队击溃。永隆元年（680年），吐蕃军队攻克靠近云南的安戎镇，但在青海方向被唐将黑齿常之阻挡。当年七月，黑齿常之率唐军击败论钦陵率领的吐蕃军队，升任河源军经略大使，负责河源地区的防御。黑齿常之上任后在当地展开屯田，使得唐朝驻军的粮食得以自给，稳定了河源战线。开耀元年（681年）五月二十一日，黑齿常之在良非川率军击败同样企图在当地屯田的噶尔·赞婆，斩首2000级。永淳元年（682年），论钦陵侵掠唐朝柘、松、翼等州。唐高宗命李孝逸等分道抵御。吐蕃军队在河源军被军使娄师德所部唐军于白水涧反击，唐军八战八捷。唐高宗任命娄师德为比部员外郎、左骁卫郎将、河源军经略副使。武则天在收复安西四镇後，开始计划在青海方向积极反击吐蕃。长寿三年（694年），王孝杰在青海湖附近的冷泉，打败吐蕃大将勃论赞刃和吐蕃拥立的西突厥十姓可汗阿史那俀子。万岁通天元年（696年），吐蕃军队入侵临洮，王孝杰作为肃边道行军大总管，以娄师德为副手，出击吐蕃。两军交战于素罗汗山，结果武周军队军被论钦陵、赞婆兄弟率领的吐蕃军队击败。699年，吐蕃赞普器弩悉弄逼迫论钦陵自杀，结束了噶尔家族几十年于吐蕃的专权统治。赞婆和论钦陵的儿子论弓仁投奔武周，自此吐蕃的实力开始衰落。久视元年（700年）秋，吐蕃将军麹莽布支攻打赞婆驻守的凉州，并围攻昌松县。凉州都督唐休璟率武周军队到洪源谷，临阵登高，见吐蕃军队衣甲鲜盛，对麾下说：“自从论钦陵死后，他兄弟论赞婆归降。麹莽布支成为新元帅，想要炫耀威武，所以吐蕃国中贵族子弟都跟着他。虽然人马看起来强盛，但不通军事，我为诸君取之。”唐休璟被甲先登，与吐蕃军队六战六克，斩麹莽布支副将2人，斩首2500级，筑京观（骷髅台）而还。长安二年（702年）十月十四，器弩悉弄率领1万多吐蕃军队进犯茂州，都督陈大慈与吐蕃军队四次交战，大胜，共斩敌首1000余级。器弩悉弄开始谋求与武周的和平，吐蕃派使臣论弥萨请和，武则天在西都长安款待他，唐休璟也被邀请参加宴会。论弥萨多次盯着唐休璟看，武则天问他是什么缘故，他回答：“在洪源之战，这位将军雄猛无人可比，杀我们的将士甚众，所以想多看看他。”

### 金城公主
长安四年（704年），器弩悉弄去世，他的儿子尺带珠丹继位，向唐朝（武则天当时已经退位，唐中宗即位，改回唐朝国号）求和亲。唐中宗把自己收养的雍王李守礼的女儿金城公主嫁给尺带珠丹作妻子。尺带珠丹派遣他的大臣尚赞咄等一千余人前来迎娶金城公主，景龙四年（710年），唐中宗派左骁卫大将军杨矩送金城公主到吐蕃去。唐中宗在位期间，唐朝与吐蕃之间没有大规模的冲突。

## 玄宗时期

### 赤岭会盟前
安西都护张玄表率唐军入侵吐蕃北境，导致吐蕃不满，贿赂鄯州都督杨矩，请求唐睿宗将河西九曲之地送给吐蕃，作为金城公主的汤沐邑。杨矩上奏唐睿宗，唐睿宗准许了。唐玄宗开元二年（714年）八月二十日，吐蕃将领坌达延、乞力徐率军10万进犯临洮。吐蕃军队驻扎在兰州，入渭源地区掠取牧马；唐玄宗命令薛讷以布衣之身出任陇右防御使，郭知运为陇右防御副使，与太仆寺少卿王晙一起率军10余万迎击吐蕃军队。十月初十，唐军与吐蕃军队在武街作战，取得了大胜，吐蕃军被杀俘者达数万人。后来吐蕃请和，想用与唐朝对等的礼节，唐玄宗拒绝了。于是唐蕃战争继续下去。开元四年（716年）二月，吐蕃军队攻打松州，都督孙仁献率唐军反击得胜。开元五年（717年）七月初五，陇右节度使郭知运又在九曲之地大败吐蕃军队。之后，唐蕃两军在青海地区战争逐渐减少，吐蕃又表示请和。开元十五年（727年），吐蕃大将悉诺逻恭禄在青海湖西被王君㚟击败。九月，吐蕃攻陷瓜州，河西节度使萧嵩用反间计，使吐蕃赞普杀死了悉诺逻恭禄。第二年，瓜州都督张守珪在瓜州城下大败吐蕃军队；河西节度使萧嵩、陇右节度使张忠亮在渴波谷大败吐蕃军队；杜宾客在祁连城大败吐蕃军队。开元十七年（729年）三月，信安王李暐率唐军攻克了石堡城。开元二十一年（733年），唐蕃两国订立赤岭之盟。

### 青海
开元二十五年（737年），持续八年的和平结束。河西节度使崔希逸在青海湖西率唐军击败吐蕃军队。次年，吐蕃军队进攻河西，鄯州刺史杜希望反而率军攻克吐蕃城寨，定为威戎军。唐玄宗又派萧炅、杜希望、王昱三路合击吐蕃。萧炅、杜希望等部唐军取得大胜，但王昱所部却丢掉了安戎城，开元二十八年（740年），金城公主去世，次年，吐蕃军队再次攻陷石堡城。天宝元年（742年）、二年（743年）、四年（745年），皇甫惟明攻打石堡城，没有攻克。天宝六年（747年），王忠嗣又攻打石堡城。直到天宝七年（748年），哥舒翰建神威军后，致使吐蕃军队不敢靠近青海湖。天宝八年（749年），唐军收复石堡城，唐朝在青海地区的势力达到顶峰。

### 西域
吐蕃在青海地区受到打击后，再次将关注点转向西域，与西域的强势部族突骑施联姻。开元五年（717年），吐蕃与大食（阿拉伯帝国）共同拥立阿了达为拔汗那国王。唐朝安西将领张孝嵩率唐军1万余人，长驱而进，一举推翻了拔汗那国傀儡政权。开元十年（722年）九月，吐蕃军队攻打小勃律被唐军击败。 开元十五年（727年），吐蕃军队又联络突骑施围攻安西城（今新疆库车），被唐军击退。小勃律后来投靠吐蕃，天宝六年（747年），高仙芝率唐军攻打小勃律，生擒小勃律王，吐蕃军队没有来得及救援。

### 云南
开元二十六年（738年），吐蕃军队攻陷安戎城。开元二十八年（740年），唐朝将领章仇兼琼、许远收复安戎城。之后，由于南诏和唐朝决裂，南诏投靠吐蕃，阁逻凤被吐蕃赞普封为赞普钟，吐蕃成功在唐朝西南寻找到了有力的盟友，之后南诏军曾两次击败南下征讨的唐军。

## 安史之乱後

### 占领陇右
天宝十四年（755年）十二月，唐朝将朔方、河西、陇右等地的边军大量内调以镇压安禄山叛军，导致唐朝西北边防虚弱，吐蕃乘势攻略陇右诸州。至德元年（756年）十二月，吐蕃军队陷陇右所辖的（今青海湖边）威戎、神威、定戎、宣威、制胜、金天、天成等6军及石堡、百谷、雕窠3城，同时又陷鄯、武、叠、宕4州。宝应元年（762年）至广德元年（763年），吐蕃军队先后攻取秦、渭、洮、临、成、河、兰、岷、廓9州。

### 直下长安
广德元年（763年）十月，吐蕃派马重英、尚悉结，联合吐谷浑与党项共计20万军队进攻唐朝，长驱直入，逼近长安。由于唐军抵抗失利，唐代宗仓皇出奔陕州，吐蕃军队占领长安，拥立吐蕃国舅广平王李承宏（金城公主的弟弟）为帝。因吐蕃士兵不适应长安秋季的酷热，吐蕃军队中疾病流行，加上唐朝各地的勤王部队纷纷逼近关中，因此吐蕃军队于入据长安15天后撤军。至此，陇右道东段的13个州全部陷入吐蕃之手。

### 占领河西
此后，吐蕃军队开始向西征伐，攻取黄河西北地区的陇右诸州，亦称河西道。宝应二年(763年)，杨志烈继任河西节度使兼伊西都护。他不满足于固境自保，而是配合朔方唐军开展了一系列抗蕃战争。同时，唐庭也曾派兵西救，但未能成功。广德二年（764年），唐代宗又希望借助于阗王尉迟胜归国来打通河西通道，但此计划被尉迟胜拒绝而未能实行。当年，吐蕃军队攻陷凉州；河西节度使杨志烈在仆固怀恩之乱中，为“围魏救赵”救援长安，派兵进攻灵武，然而遭到失利，所部唐军丧失殆半。杨志烈以孤城无援，出奔甘州，被沙陀人所杀。永泰二年（766年），吐蕃军队又攻陷甘州及州境的居延海（今内蒙古额济纳旗），自此吐蕃北边界拓至回纥。大历元年（766年）与大历十一年（776年），吐蕃军队又由东而西攻克肃州、瓜州。同时，吐蕃军队也开始围攻沙州。大历元年（766年），杨休明继任河西节度使，徙镇沙州。此时河西节度使杨休明帐下所能管辖之地仅余沙、西、庭三州，河西其他州郡均落入吐蕃之手。杨休明主政河西、北庭的三年间，河西、北庭之间的交通也渐渐被隔断，行政上只好各自分立，由曹令忠主北庭，周鼎主河西。大历二年（767年）前后，杨休明试图前往北庭征调兵马，联合安西都护府留守唐军，共同保卫沙州，不料被伊西厅留后周逸，勾结突厥杀害于长泉。失去最高长官的唐军仍未放弃所固守的沙州。杨休明死后，时任巡抚河西观察使的周鼎，肩负起河西节度使的重任。不过，他应该是以观察使的身份代领节度之职，因为直到周鼎死后，吐蕃将其遗体送还唐朝，唐庭才追认其为河西节度使。周鼎主政河西10年间，沙州军防形势更加严峻，沙州与北庭的联系彻底断绝，成为唐朝在河西保有的最后一座州城。由于此时吐蕃的主要精力皆在进攻陇山以进取关中，对河西西端的沙州采取了围而不攻、迫其投降的战略。周鼎亦乘势私下与吐蕃议和。大历十一年（776年），吐蕃赞普赤松德赞移帐南山，令尚绮心儿率吐蕃军队攻打沙州，“始沙州刺史周鼎为唐固守，赞普徙帐南山，使尚绮心儿攻之。鼎请救回鹘，逾年不至，议焚城郭，引众东奔，皆以为不可”。大历十二年（777年）秋末冬初，周鼎趁吐蕃军队围而不攻之机，派兵马使阎朝出城打草。“鼎遣都知兵马使阎朝领壮士行视水草，晨入谒辞行，与鼎亲吏周沙奴共射，彀弓揖让，射沙奴即死，执鼎而缢杀之，自领州事”。此后阎朝领州人保城抵抗，建中二年（781年），在粮械皆竭的情况下，唐军以勿徙城中百姓它境为条件开城出降，沙州遂陷。吐蕃军队接着西进攻陷伊州（今新疆哈密），刺史袁光庭自天宝末年率唐军坚守累年，后粮尽兵乏，城陷而殉城自杀。

### 秋季战争
在入据长安之後，终唐代宗之世，吐蕃军队每年秋季都要骚扰攻击唐朝，长安每次都要戒严，称之为“防秋”。广德二年（764年），参与平定安史之乱的朔方节度使仆固怀恩被鱼朝恩等宦官激反，引吐蕃军队攻打邠州，并于永泰元年（765年）又联合回纥入侵。后来回纥军队被郭子仪劝退，和唐军一同反击吐蕃军队，大获全胜。大历元年（766年），吐蕃军队攻打原州。大历二年（767年）春，唐代宗派宦官魚朝恩和吐蕃会盟。九月，吐蕃军队攻打灵州，郭子仪、路嗣恭率唐军防守。大历三年（768年），吐蕃军队又攻邠州、灵州，馬璘、李抱玉、白元光、李晟率军抵御。宰相元载建议，郭子仪的朔方军镇守邠州，马璘率领安西四镇军镇守泾州。大历四年（769年），吐蕃军队围攻灵州，朔方节度使留后常谦光率所部唐军将其击退。大历五年（769年），吐蕃军队进攻永寿。大历六年（771年），吐蕃军队进攻青石岭。大历七年（772年），吐蕃军队进攻灵州。大历八年（773年），吐蕃军队进攻灵州，浑瑊败于宜禄，马璘败于盐仓，唐军唯有段秀实部仍坚守邠州。此战之後，郭子仪检讨了责任，令唐军再度出击，浑瑊、马璘在百城、潘原截获了吐蕃军队掠夺的辎重。 大历十年（775年），吐蕃军队进攻陇州、泾州，马璘和刚刚入朝的幽州节度使朱泚率兵抵御。大历十一年（776年），吐蕃军队进攻石门镇。大历十二年（777年），吐蕃军队进攻原州、坊州、盐州、夏州，郭子仪派李怀光率所部唐军抵御。大历十三年（778年），吐蕃大将马重英攻灵州、庆州、盐州、银州、泾州。唐朝由于疲于应付吐蕃军队的扰边，无力处理安史之乱的国内善后问题，最终导致了河北三镇的作大，藩镇割据局面的形成。

### 清水会盟
唐德宗即位后，吐蕃开始和唐朝商议会盟事务。诏书中改“献”为“进”，“赐”为“寄”，“领取”为“领之”。以表示两国的对等地位。建中四年（783年），陇右节度使张镒与幕府齐映、齐抗、鸿胪卿崔汉衡、计会使于頔、樊泽、入蕃使判官常鲁在清水县，与吐蕃大相尚结赞、大将论悉颊藏、论臧热、论利陀、论力徐会盟，厘定两国边界：“唐地泾州右尽弹筝峡，陇州右极清水，凤州西尽同谷，剑南尽西山、大度水。吐蕃守镇兰、渭、原、会，西临洮，东成州，抵剑南西磨些诸蛮、大度水之西南。尽大河北自新泉军抵大碛，南极贺兰橐它岭，其间为闲田。二国所弃戍地毋增兵，毋创城堡，毋耕边田。”
之後，爆发了泾原兵变，吐蕃表示可以帮助唐朝平叛，唐德宗答应让出安西和北庭，吐蕃后来出师二万，叛乱平定后，唐德宗想让驻守西域的李元忠与郭昕回长安，被李泌劝止。

### 平凉劫盟
贞元二年（786年）九月，吐蕃因唐朝拒绝割让安西和北庭，因此尚结赞率军攻打泾州、陇州、邠州、宁州。届时长安戒严，后来李晟率军在汧城大败吐蕃军队，攻克摧沙堡。十一月，吐蕃军队攻克盐州、夏州、银州、麟州，刺史杜彦光、拓跋乾晖等出逃。尚结赞对他的部下说：“唐朝的良将，只有李晟、马燧、浑瑊三人罢了，我们应当用计策去掉他们。”他进入凤翔境内，并不掳掠，带着士兵2万人一直开到凤翔城下说：“李令公叫我们到这里来的，为什么不出来犒劳我们！”过了一夜，尚结赞才领着吐蕃军队退去。宰相张延赏向德宗说李晟的坏话，在韩滉、刘玄佐的协调下，李晟得以继续驻守凤翔。
贞元三年（787年），尚结赞向马燧表示要会盟，马燧同意了，李晟和韩游瓌反对。这时，韩滉去世，张延赏和马燧劝说皇帝罢免了李晟的军职，三月廿三，回京任太尉、中书令。主和派占据了上风。三月廿七，马燧也回京。四月十七，唐德宗任命崔浣为鸿胪卿，让他要求吐蕃先归还盐州、夏州两地。五月初一，浑瑊从咸阳入京朝见，唐德宗任命他为清水会盟使。尚结赞要求在原州的土梨树会盟。神策军将领马有麟怕吐蕃凭借土梨树的险阻设下伏兵，故建议在平凉川会盟。李晟深切告诫浑瑊在会盟地点要严密防备。张延赏认为李晟这样说会破坏了对吐蕃的诚意。当年闰五月十九日，浑瑊和尚结赞在平凉会盟，唐军的外围部队被吐蕃军队擒获。浑瑊、崔汉衡刚刚换下朝服，就见吐蕃军队来劫持使臣。浑瑊迅速跳上身边一匹马，逃出平凉川。吐蕃军队在他身后放箭，但没有射到他。崔汉衡和宦官俱文珍等其他会盟人员全部被吐蕃擒获。尚结赞本来计划李晟罢官、擒获浑瑊，再使这些责任归于马燧，这样唐朝的良将就可以尽除了。张延赏知道后，羞愧而终。李泌建议唐德宗联络回纥、南诏、大食、天竺围攻吐蕃，唐德宗与回纥武义成功可汗订立贞元之盟。秋季，吐蕃将掳掠的年老体弱的人，有的砍断手臂，有的挖去眼睛，然后将他们抛弃。在安化峡对掳掠的成年壮丁1万多人说：“准许你们向着东方哭泣，告别故乡！”被掳走的唐朝百姓放声大哭，从山崖跳下深谷而死亡和受伤的有1000多人。之後，吐蕃兵势渐弱，被西川节度使韦皋和回纥多次击败。贞元九年（793年），唐军收复盐州、夏州等州县。贞元十三年（797年），尚结赞和吐蕃赞普赤松德赞去世。

### 西域的丢失
建中二年（781年），驻守西域的李元忠（即曹令忠）与郭昕遣使借道回纥返回长安，受到唐廷嘉奖，二人分别升任为北庭、安西都护，皆封郡王。贞元二年（786年），李元忠去世，唐德宗以杨袭古为北庭大都护、伊西北庭节度支度营田瀚海等使。贞元五年（789年），吐蕃调葛逻禄、白服突厥之兵进攻北庭，回纥大相颉干迦斯率回纥军队前往救援。贞元六年（790年）五月，因为回纥援军与吐蕃军队交战失利，又不断勒索庭州（即北庭都护府，今新疆吉木萨尔）百姓，庭州百姓举城降于吐蕃，节度使杨袭古率2000唐军逃奔西州（今新疆吐鲁番）。次年（791年），颉干迦斯又以5万回纥军队联合杨袭古反攻庭州，结果双双被吐蕃所率葛逻禄与白服突厥联军打败，杨袭古于回纥牙帐中遭到诱杀。同年，西州亦陷，陇右十八州全境入吐蕃。龟兹、疏勒、焉耆、于阗安西四镇也随之陷入吐蕃。但由於回纥又重新加入戰局，以及西域唐軍残部奮起抗擊，西域的幾座重鎮又幾度易手。據现代學者推測，安西最終完全失陷於808年，北庭則為回纥所據，末代安西都护郭昕有可能最终殉国。

### 西川、云南的反击
至德元年（756年）、二年（757年），吐蕃联合南诏攻克巂州。广德元年（763年），吐蕃军队攻克维州、松州，西川节度使高适没能夺回。永泰元年（765年），剑南节度使严武派崔宁在西山击败吐蕃军队。之後，崔宁接任西川节度使，又多次击败吐蕃军队的入侵。大历十四年（779年），唐代宗与阁逻凤死后，吐蕃联合南诏发兵10万攻打西川，崔宁在朝中未回，吐蕃、南诏一路连克数城。唐德宗派李晟救援，大败吐蕃、南诏联军，追至大渡河外，联军死伤8、9万人。贞元三年（787年），南诏王异牟寻不堪吐蕃的压迫，开始和西川节度使韦皋接触。贞元八年（792年），韦皋俘获吐蕃将军论赞热；贞元十年（794年），南诏正式归附唐朝，在神川大破吐蕃军队。贞元十八年（802年），韦皋出兵深入吐蕃，诸路唐军一齐进发，于当年九月上奏唐廷，大破吐蕃军队于雅州。后唐军又屡破吐蕃，击溃吐蕃军队16万，遂围维州；南诏王异牟寻虏获尤多。吐蕃援军再至，双方又转战千里，吐蕃军队节节失利。于是吐蕃内大相论莽热引兵来援助，结果10万吐蕃军队阵亡大半，论莽热亦被唐军俘虏，吐蕃遂由盛转衰。

## 长庆会盟
进入9世纪后，吐蕃开始衰落。唐宪宗在位时，只是有小股吐蕃军队骚扰泾州、宥州、盐州，无法与唐德宗时期的大规模频繁的军事对抗相比。同时，唐蕃使者往来明显增多。唐穆宗長慶元年至二年（821年至822年），唐蕃進行第八次會盟，稱為“長慶會盟”。盟文如下：
大唐文武孝德皇帝與大蕃聖神贊普，舅甥二主，商議社稷如一，結立大和盟約，永無淪替，神人俱以證知，世世代代，使其稱讚。是以盟文節目，題之於碑也。文武孝德皇帝與贊（普）陛下，二聖舅甥，睿哲鴻被，曉今永之屯，享矜湣之情，恩覆其無內外，商議葉同，務今萬姓安泰，所思如一，成久遠大善，再續舊親之情，重申鄰好之義，為此大和矣。今蕃漢二國，各守見管本界，（洮泯已東，大唐封疆，其塞）已西，儘是大蕃境土，彼此不為寇敵，不舉兵革，不相侵謀封境。或有猜阻，捉生問事訖，給以衣糧放歸。今社稷葉同如一，為此大和。然舅甥相好之義，善誼每須通傳，彼此驛騎，一（任常相往來，兩路）蕃漢，並于將軍谷交馬，其綏戎柵已東，大唐祇應，清水縣已西，大蕃供應，須合舅甥親近之禮，使其兩界煙塵不揚，罔聞寇盜之名，複無驚恐之患。封人撤備，鄉土俱安，如斯樂業之（恩，垂於萬代，讚美之聲），遍於日月所照矣。蕃于蕃國受安，漢亦漢國受樂，茲乃合其大業耳，依此盟誓，永久不得移易，（於）三寶及諸賢聖，日月星辰，請為知證。如此盟約，各自契陳。刑牲為盟，設此大約，倘不依此誓，蕃漢（背約破盟者，受其殃）禍也。仍須仇（報）及為陰謀者，不在破盟之限。蕃漢君臣，並稽首立誓，周細為文，二君之驗，證以官印，登壇之臣，親署姓名。手執如斯誓文，藏於玉府焉。
第八次會盟碑至今仍矗立在拉薩大昭寺前。其后，唐文宗大和五年(公元831年)，吐蕃维州守将悉恆謀以城降唐，西川节度使李德裕接纳，唐文宗接受宰相牛僧孺的建議，將悉恆謀與维州交還吐蕃，吐蕃殺悉恆謀，成为牛李党争的一个重要事件。除此之外，唐蕃之间二十餘年沒有冲突。

## 后续
会昌二年（842年），吐蕃赞普朗达玛被僧人拉隆·贝吉多杰刺杀后，王妃那囊氏拥立3岁的安达·云丹为赞普，自己摄政。大相韦·甲多热对安达·云丹的血统表示怀疑，结果被那囊氏下令逮捕并灭族。许多不服的吐蕃大臣逃至山南地区，拥立朗达玛次妃所生的遗腹子安达·俄松。自此吐蕃王国陷入分裂，名存实亡。吐蕃在陇西地区的大将论恐热于洛门川（今甘肃武山）起兵宣布讨伐安达·云丹，遂于渭州击败大相尚思罗。不久尚思罗以苏毗、吐谷浑、羊同共8万军队反攻，后战败不利被杀，论恐热并其10万部众。会昌三年（843年），论恐热自称国相，以20万军队攻鄯州节度使尚婢婢，遭4万人埋伏而败，次年（844年），退守薄寒山（今甘肃陇西）。会昌五年（845年）十二月，又集结军队攻尚婢婢大败，尚婢婢遂向河湟一带发布论恐热的罪状，支持唐人后裔归唐。大中三年（849年），屯军河源军（今青海西宁）的尚婢婢因轻敌，被论恐热击败，兵驱甘州，留拓拔怀光居守鄯州。事后，论恐热欲投靠唐朝，求作河渭节度使，唐朝不许。不久论恐热因乏粮奔廓州。会昌四年（844年）三月，唐朝利用吐蕃诸部的甘青内乱，拟复河湟四镇十八州，派刘濛为巡边使，命令他储备粮饷、军械，探听吐蕃兵力的虚实。大中三年（849年）二月，唐军先后收复秦（今甘肃秦安北）、安乐（今宁夏中宁东南）、原（今宁夏固原）3州及原州所属的石门（今宁夏海原东南）等7关。

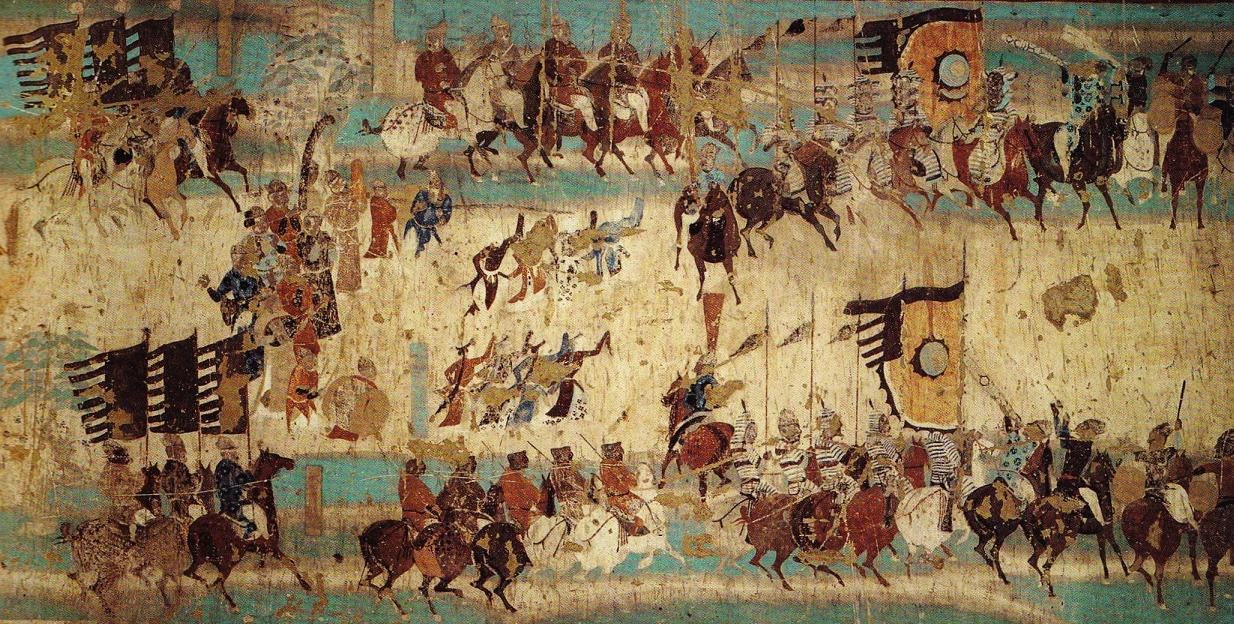
張議潮将軍統軍出行圖

大中二年（848年），沙州（今甘肃敦煌）人张义潮同高僧洪辩、安景达等人乘吐蕃内乱，号召汉人百姓反抗吐蕃统治，接管了沙州城。张义潮等人修缮甲胄军械，率领百姓戮力耕战。当年，张义潮派遣押衙高进达等10人向东北方向进发，前往天德城（今内蒙乌拉特前旗），因防御使周丕请命于朝，张义潮获封为沙州防御使。大中四年（850年），张义潮率军击败吐蕃军队，依次收复甘州（今甘肃张掖）和肃州（今甘肃酒泉）。张义潮的军队攻城野战，不逾星岁，克获两州。随后张义潮又接连发兵攻击河西吐蕃军队，几年征战中共收复瓜（今甘肃安西东南）、伊（今新疆哈密）、甘、肃、兰、西（今新疆吐鲁番）、鄯（今青海乐都）、河（今甘肃临夏西南）、岷（今甘肃岷县）、廓（今甘肃化隆西）等10州之地。大中五年（851年）八月，张义潮派自己的兄长张议谭等29人，携河西11州图籍到长安面见唐宣宗。十一月，唐廷于沙州设置归义军，并以张议潮担任归义军节度使兼十一州观察使，不久又加授左仆射。大中十年（856年），吐蕃军队前来侵扰，被归义军击败。同年张义潮亦发兵剿灭了伊州一带的回纥和吐谷浑势力。大中十一年（857年），吐蕃将领尚延心率河、渭（今甘肃陇西西南）二州的吐蕃部众向唐朝投降，唐廷以尚延心为河、渭等州都游奕使。张议潮此后又率唐军与吐蕃和回纥多次交战，各有胜负，自此唐朝势力又再次进入河西走廊。咸通二年（861年），归义军约7000人在张义潮之侄张淮深的率领下，经过三年血战终于攻克凉州（今甘肃武威），归义军兵锋一度到达青海湖。咸通四年（863年），唐朝设置凉州节度使，领凉、洮、西、鄯、河、临6州。咸通三年（862年），散居于甘、肃、瓜、沙、河、渭、岷、廓、叠、宕10州之间的嗢末部，向唐朝进贡。嗢末本是河西、陇右唐朝百姓的后裔，后沦为吐蕃奴部，以凉州作根据地。咸通七年（866年）十月，论恐热为鄯州城使张季颙打败，损失大量器械铠甲，率其余部又进犯邠、宁二州，被节度使薛弘宗率唐军击退。于是张义潮乘势派投靠归义军的西州回纥仆固俊进攻这支吐蕃军队，并借机一举肃清了盘踞西州、北庭、轮台、清镇等地的吐蕃残部。论恐热在混战中被唐军斩获，其首级被送至长安。

## 引用
1. ↑  尚永亮（2016年）
2. ↑  《舊唐書．卷一九六．吐蕃傳上》：「自亦𥫄紈綺，釋氊褐，漸慕華風。」
3. ↑  Beckwith（1987年），第27-28页
4. ↑  王尧 & 陈践（1992年）
5. ↑  根敦瓊培（1981年），第71页
6. ↑  黄正建（1985年），第132页
7. ↑  胡小鹏 & 杨惠玲（2003年），第92页
8. ↑  《册府元龟·卷967》，“调露元年（公元679年），以碎叶、龟兹、于阗、疏勒为四镇”。
9. ↑  饶宗颐（2004年）
10. ↑  林冠群（2016年），第643页

- 《通鉴纪事本末》：吐蕃请和、吐蕃入寇（代宗幸陕）、吐蕃叛盟、吐蕃衰乱（唐复河湟）